# 乌拉特中旗
乌拉特中旗是內蒙古自治区巴彦淖尔市东北部下辖的一个旗。旗人民政府駐海流圖鎮。

## 历史
从战国至明初，旗境先后属匈奴、突厥、蒙古等民族游牧地，明中期后被漠西蒙古瓦剌部、漠南蒙古多伦土默特部所据，林丹汗被后金所灭後，統治该地的歸化城土默特归顺清朝。
清朝顺治五年（1648年），清廷将自呼伦贝尔归顺的乌喇特部分前、中、后三个旗。清朝对三旗扎萨克所封的爵位分别为前旗镇国公、中旗辅国公、后旗镇国公，故也称三公旗。顺治六年（1649年），清廷将乌拉特三公旗从西拉木伦河西迁至穆纳山（乌拉山）一带驻牧，以加强西部边疆戍卫，乌喇特中旗正式建制。因为当时3旗驻牧地也全在“哈达玛尔”（哈德门沟口，今分属包头市区的阿嘎如泰苏木柏树沟嘎查哈德门沟和卜尔汉图镇哈德门村），乌拉特中旗衙门在3旗衙门中间（乌拉山前哈达门沟口南），所以被俗称“中公旗”。清代时乌拉特三公旗属乌兰察布盟。
中华民国时期先后属绥远特别区、绥远省。1952年10月15日，乌拉特中旗与乌拉特后旗合并，组成乌拉特中后联合旗。1981年9月乌拉特中后联合旗更名为乌拉特中旗。

## 地理
乌中旗地处东经107°16～109°42΄，北纬41°07～41°28΄。北与蒙古国交界，有国界线184公里，东与包头市达尔罕茂明安联合旗、固阳县为邻，南与乌拉特前旗、五原县、临河区、杭锦后旗相依，西连乌拉特后旗。乌中旗由阴山山脉东西走向的二狼山、乌梁素太山、查斯太山分割成南北不同的自然地貌。全旗东西长203.8公里，南北宽148.9公里，呈不规则四边形，总面积23096平方公里。平地海拔1020—1048米，二狼山一带，海拔高度为1609~1700米，最高峰温更山1893米。

## 行政区划
乌拉特中旗下辖6个镇、4个苏木：
海流图镇、乌加河镇、德岭山镇、石哈河镇、甘其毛都镇、温更镇、呼勒斯太苏木、川井苏木、巴音乌兰苏木、新忽热苏木、牧羊海牧场和同和太种畜场。

## 人口
根據第七次人口普查數據，截至2020年11月1日零時，烏拉特中旗常住人口為112159人。
2004年底，人口139867人，其中男性71819人，女性68048人。城镇人口29851人，乡村人口110016人。密度为每平方公里6.1人。蒙古族26105人，占18.66%；汉族112775人，占80.63%；回族722人，占0.52%；满族、达翰尔族、藏族、朝鲜族、土家族等265人，占0.19%。

## 交通
- 331国道、 335国道过境。
- 在建 乌甘高速也将过境。